# Епидемија великих богиња у Масачусетсу
Епидемија великих богиња у Масачусетсу или колонијална епидемија је била епидемија богиња која је погодила Масачусетс 1633.  Епидемије малих богиња нису биле ограничене на 1633. годину, већ су се дешавале скоро сваких десет година.  Велике богиње су изазвале две различите врсте вариола вируса. Претпостављало се да се болест преносила због повећања имиграције европских досељеника у регион а који су донели велике богиње из Старог света на својим бродовима.
Сматра се да су мале богиње изразито старе и нису пореклом из Северне Америке.

## Колонизација и ширење малих богиња
Велике богиње нису биле присутне у староседелачком становништву пре доласка европских досељеника у Нови свет. Досељеници су вероватно донели велике богиње и унели болест пренесену путем бродова у Нови свет. Аутохтоно становништво није раније имало мале богиње, тако да се болест сматрала неочекиваним и усмртила је бројне припаднике њихових народа у поређењу са преовлађујућом природом и доследним присуством болести у Европи и Азији.

### Случајеви и смрти
Не постоје статистички подаци о броју случајева малих богиња у епидемији из 1633. године. Иако постоје грубе процене да је након доласка Европљана у Нови свет умрло око 20 милиона људи.

## Европска инфекција
Европљани су донијели мале богиње у Сјеверну Америку када су први пут започели колонизацију. Већина Европљана је била барем делимично имуна на болест због високог нивоа изложености животним условима који су често били у блиском контакту са стоком иу областима са великом људском популацијом. Међутим, 20 досељеника на Мејфлауеру је заражено, укључујући њиховог јединог лекара Семјуела Фулера.
Један колониста из Нове Енглеске 1630. године рекао је да су Индијанци „тако често падали од ове болести јер на крају нису били у стању да помогну једни другима, да не запале ватру, нити да донесу мало воде за пиће, нити да закопају мртви...". Ипак, упркос разарању које су изазвале велике богиње, неки пуританци су то сматрали Божјим даром. Укључујући Инкреса Мејтера, свештеника и једног од првих председника Харвард колеџа, који је изјавио да је епидемија малих богиња Божје решење за спорове између Индијанаца и Пуританцаа око земље.
Неки хришћански досељеници у Бостону мислили су да су заражени великим богињама јер су верски грешни.
Епидемија се наставила и до 1633. велике богиње су заразиле читава племена и оставиле људе у немогућности да се брину једни о другима или да сахрањују мртве.  Постоји хипотеза да је домородачаа популација могла имати већу концентрацију смртних случајева у поређењу са европским насељеницима због „протеинско-калоричне потхрањености“ од 1500-1800. Симптоми протеинско-калоричне потхрањености утичу на имунолошки систем, а такође и рапкдан губитак тежине, анемију, споро зарастање рана, а у неким случајевима и мишићна дистрофија. Ова хипотеза је подржана скелетним доказима о домородачким популацијама.

## Утицај на староседелачко становништво
Домородачко племе најнасељеније у региону Масачусетског залива током 17. века било је племе Вампаноаг. Народ Вампаноаг је био прво аутохтоно становништво које је имало контакт са европским насељеницима који су стигли у Плимут са реке Мејфлауер. Процене првобитне популације Вампаноага биле су око 12.000, иако је након увођења колонизације и болести њихова популација десеткована на само 400. Због недостатка имунитета у аутохтоним заједницама, болест је опустошила њихову популацију и изазвала директну демографску промену у популацији раних америчких колонија. Други фактори који су допринели уништавању аутохтоног становништва били би дисперзована природа аутохтоних племена. Због присуства енглеских колониста који су ширили болест као што су мале богиње, дошло је до дефинитивног демографског померања региона од доминантне аутохтоне популације Вампаноага ка растућој популацији енглеских досељеника.

## Како се Масачусетс носио са епидемијом

### Реакција на епидемију 1633.
Европски досељеници су веровали да је болест малих богиња последица њихове верске грешности. Као средство за лечење својих стања, људи су почели да се моле свом хришћанском Богу и да учествују у посту, као и да се кају за своје грехе. Неки појединци су такође реаговали тако што су напустили то подручје како би избегли болест.
Вариолација је била позната као инокулација у Масачусетсу током овог историјског периода. Ово је поступак који се може извести на неколико различитих начина. Све процедуре су укључивале узимање краста или гноја од некога ко је имао природне богиње. Људи би тада узимали красту или гној од заражених и трљали се по кожи или телу. То би им омогућило да имају благи облик малих богиња, које су имале ниску стопу смртности. Једном када се неко зарази малим богињама, више никада неће добити вирус. Ова операција је омогућила људима да буду имуни до краја живота. Ово је предложио човек по имену Котон Мадер током епидемије малих богиња у Бостону 1721. године. Тражио је многе лекаре да изведу ову процедуру, али једини који је био спреман да покуша био је др Забдиел Бојлстон. Овај доктор је имао историју извођења ризичних процедура, а када је дошло време да покуша са вакцинацијом, тестирао је своју хипотезу на свом шестогодишњем сину. Инокулација малих богиња је оцењена успешном након много разматрања између владиних званичника и других лекара. Овај поступак је потом раширен по целом граду у нади да ће вирус ставити под контролу.

### Ефекти на будуће епидемије
Након епидемије у Масачусетсу 1633. године, уследиле су епидемије малих богиња у региону. 1721. године дошло је до значајно ширења великих богиња у Масачусетсу.
Грађани су доктору Бојлстону претили вешањем јер су веровали да је болест малих богиња дело Бога и да лекар не треба да се меша. Године 1722. постојала је верска проповед која је упоређивала др Бојлстона са Јовом у Библији рекавши: „Ђаво је био први вакцинатор, а Јов његов први пацијент“.
Последњи случај великих богиња у Масачусетсу, тачније у Бостону, био је 1932.